# Liste der Monuments historiques in Bresdon
Die Liste der Monuments historiques in Bresdon führt die Monuments historiques in der französischen Gemeinde Bresdon auf.

## Liste der Bauwerke
| Bezeichnung     | Beschreibung              | Standort | Kennzeichnung | Schutzstatus | Datum | Bild           |
| --------------- | ------------------------- | -------- | ------------- | ------------ | ----- | -------------- |
| Kirche St-Alban | Erbaut im 12. Jahrhundert | (Lage)   | PA00104631    | Inscrit      | 1948  | weitere Bilder |